# Ming Tien-csi kínai császár
Ming Tien-csi (Peking, 1605. december 23. – Peking, 1627. szeptember 30.) kínai császár 1620-tól haláláig. Kormányzása alatt egy eunuch kezében volt a főhatalom, a dinasztia pedig végletesen meggyengült.
A korán elhunyt Ming Taj-csang fiaként született, és volt utódja a császári trónon. Tien-csit a korabeli leírások szerint jobban érdekelte az ácsmesterség az államügyeknél, ezért azok intézését Vei Csung-hszien (1568–1627) eunuchra, dajkájának barátjára bízta. Vei igen nagy hatalomra tett szert, százával váltotta le a főhivatalnokokat, kiterjedt besúgóhálózatot szervezett, és szerta az országban templomokat emeltetett – a maga tiszteletére.
Időközben a hollandok megszállták a kínai védnökség alatt álló Tajvan szigetét, a belső-ázsiai eredetű mandzsu törzsek valódi ellenállás nélkül vehették birtokukba Kína északkeleti részét, középen a Liao-folyó völgyével. Innen elindulva hódították meg az 1640-es évekre egész Kínát.
Ezeken felül Tien-csihez a déli és délnyugati tartományokban sorozatosan kitört lázadások híre is eljutott. A császári kincstár kimerült, és a Sárga-folyó áradása után nem tudták kijavítani a gátakat. A császár uralma végée felé a Ming-dinasztia elvesztette hatalmát Kína egy része felett, és utóda sem tudta megállítani a hanyatlást.
Tien-csi 7 évnyi uralom után, 1627-ben hunyt el 21 éves korában. A trónon fivére, Ming Csung-csen követte.

## Lásd még
- A Ming-dinasztia családfája

| Előző uralkodó: Ming Taj-csang | Kínai császár 1620 – 1627 | Következő uralkodó: Ming Csung-csen |